# Sint-Annakapel (Hofstade)

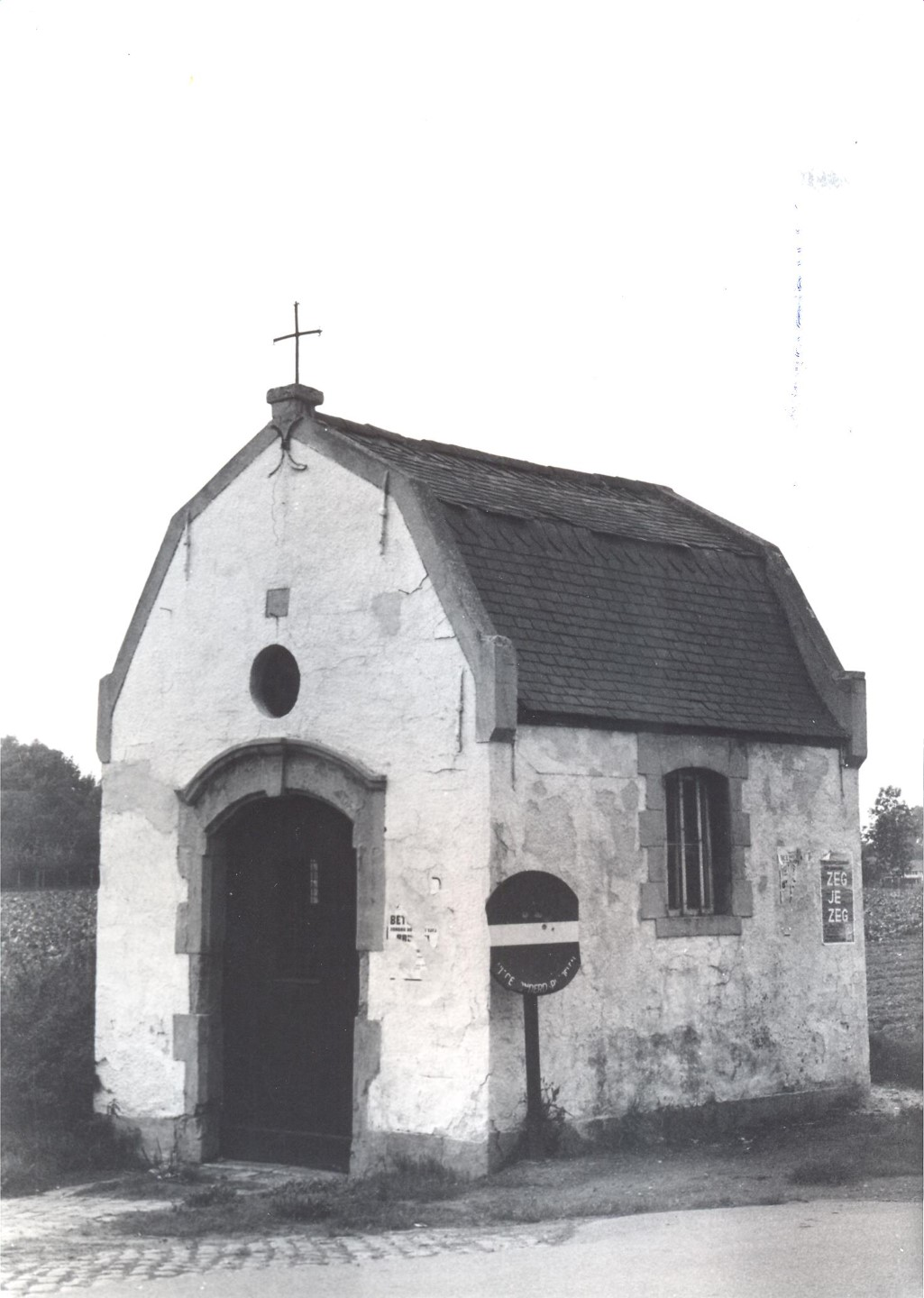
Sint-Annakapel

De Sint-Annakapel is een kapel in de tot de Oost-Vlaamse gemeente Aalst behorende plaat Hofstade, gelegen aan het Brulken.
Een kapel op deze plaats werd al vermeld in 1651. In 1743 werd deze kapel herbouwd.
De kapel heeft een rechthoekige plattegrond en wordt gedekt door een mansardedak, wat bij kapelletjes weinig voorkomt.